# Maria Bossenberger
Maria Bossenberger, auch Marie Bossenberger, (30. Juni 1872 in Graz – 10. Februar 1919 in Hannover) war eine deutsche Opernsängerin (Sopran) und Gesangspädagogin.

## Leben
Bossenberger, Tochter des Komponisten Heinrich Bossenberger und seiner Frau Julie Koch-Bossenberger, Opernsängerin, wurde von ihrem Vater ausgebildet.
Mit 17 Jahren debütierte sie am 12. September 1889 als „Ännchen“ im Freischütz am Dresdner Hoftheater. Dort erhielt sie einen 5-Jahre-Vertrag, der nach Ablauf um dieselbe Zeit verlängert wurde. Haupterfolg eines Liederabends des Liszt-Vereins in Leipzig hatte die Dresdner Hofopernsängerin am 29. März 1898, als sie die Loreley von Franz Liszt, das Ständchen von Richard Strauss  und das Spielmannslied von Georg Pittrich mit Klavierbegleitung durch den Komponisten vortrug.
1899 ging sie für drei Jahre ans Frankfurter Stadttheater. Es folgten Engagements am Stadttheater Elberfeld (1902–1903), an der Hofoper Stuttgart (1903–1904), am Stadttheater Magdeburg (1906–1907), am Stadttheater in Essen (1908–1909) und als letzte Station vor dem Ende ihrer Bühnenkarriere 1910 Königsberg (Ostpreußen).
Anschließend arbeitete sie in Hannover als Gesangspädagogin.